# Ono-I-Lau Airport
Ono-I-Lau Airport är en flygplats i Fiji.   Den ligger i divisionen Östra divisionen, i den västra delen av landet, 400 km väster om huvudstaden Suva. Ono-I-Lau Airport ligger 21 meter över havet. Den ligger på ön Ono-i-Lau Island.
Terrängen runt Ono-I-Lau Airport är platt.